# Скульская, Елена Григорьевна
Еле́на Григо́рьевна Ску́льская (эст. Jelena Skulskaja, род. 8 августа 1950 год, Таллин, Эстонская ССР) — русская писательница, поэтесса, драматург и публицист, переводчица. Член Союза писателей СССР (1980), член Союза писателей Эстонии (1991), член Языкового совета Эстонии. 

## Биография
Елена Скульская родилась в семье писателя Григория Михайловича Скульского. В 1957–1967 годах училась в Таллинской 19-й средней школе. В 1974 году окончила филологический факультет Тартуского государственного университета. С 1974 по 1997 год работала в газете «Эстония» редактором отдела культуры, театральным и литературным критиком, репортёром. 
Начала публиковаться с 1968 года (коллективный поэтический сборник «Знакомство»). Первая книга стихов вышла в 1978 году — «Глава двадцать шестая».
В дальнейшем выпускала книги стихов, эссеистики, прозы, мемуары: «Неизвестному художнику» (1980), «Песня грифельной ветки» (1984), «В пересчете на боль. Книга об отце» (1991), «Стихи на смерть фикуса» (1996), «Записки к N» (1996), «Однокрылый рояль. Рыбы спят с открытым ртом» (2000), «Ева на шесте» (2005), «Любовь» и другие рассказы о любви» (2008), «До» (2010), «До встречи в Раю» (2011), «Песня для мужского голоса» (2011), «Мраморный лебедь» (2014). Участник коллективных сборников: «Татьяна Бек: она и о ней», «Довлатов. Творчество, личность, судьба», «Сергей Довлатов. Последняя книга». Стихотворение Елены Скульской «Возвращение в Венецию» вошло в антологию произведений о Бродском Валентины Полухиной «Из не забывших меня» (Томск, 2015. — ISBN 978-5-904255-27-5).
С 1996 по 2008 год работала в Русском театре в Таллине педагогом, драматургом и литературным редактором, с 2014 года — драматургом.
Была преподавателем в Русской театральной драматической студии и преподавала историю русской литературы в Русской театральной молодёжной студии, открывшейся в 2013 году. В 2008–2013 годах совместно с журналистом и политиком Юку-Калле Райдом была сопродюсером сериала «Батарея» на Эстонском телевидении. В 2013 году читала лекции по эстонской и русской культуре и литературе в Нарвском колледже Тартуского университета. 
Является художественным руководителем «Дней Довлатова» в Таллине.
Произведения Елены Скульской переводились на эстонский язык: «Русская рулетка», «40 градусов», «Наши мамы покупали вещи, чтобы не было войны», а также на итальянский язык («От грусти не умирают», «Любовь»). Произведения Скульской вошли в антологию «Современный русский свободный стих» (Москва: Порядок слов, 2019. — ISBN 978-5-6041307-9-7).
На сцене Русского театра Эстонии были поставлены пьесы Скульской «Как любить императрицу», «Большой человек в маленьком городе», «Ледяная роза», «Новый год наоборот» и другие. Роман «Наши мамы покупали вещи, чтобы не было войны» (эст. «Meie emad ostsid asju, et ei tuleks sõda») был поставлен на эстонском языке в Театре Фон Краля в 2015 году (режиссёр Иван Стрелкин).

## Награды, премии, номинации
- 1999 — Премия эстонского ежемесячника «KesKus», лауреат в номинации «Лучший журналист года»
- 2006 — Премия Союза писателей Эстонии и фонда «Капитал культуры Эстонии[эст.]»[3]
- 2008 —  Российская международная литературная премия «Русская премия», лауреат в номинации «Малая проза» за сборник рассказов «Любовь»[1]
- 2011 — Орден Белой Звезды IV степени[4]
- 2011 — Премия Союза журналистов Эстонии «Hea sõna» (с эст. «Хорошее слово»)[1]
- 2014 — Номинация на литературную премию «Русский Букер» за роман «Мраморный лебедь» (вошла в шестёрку финалистов)[5]
- 2014 — Премия фонда «Капитал культуры Эстонии» за роман «Мраморный лебедь»
- 2015 — Ежегодная литературная премия журнала «Звезда», лауреат в номинации «Лучший роман» — за роман «Мраморный лебедь»[6]
- 2017 — Премия фонда «Капитал культуры Эстонии» за роман «Пограничная любовь»
- 2020 — Премия фонда «Капитал культуры Эстонии» за цикл эссе и рассказов, опубликованных в журнале «Звезда» № 6 и № 8 в 2020 году
- 2021 — Царскосельская художественная премия
- 2022 — Премия «Золотой фонд интеграции» от Министерства культуры Эстонии и Фонда интеграции Эстонии[7]